# Проект Сейбал
Проект Сейбал (англ.: Plan Ceibal) — уругвайская инициатива по внедрению модели «Один ноутбук на ребенка» для внедрения информационных и коммуникационных технологий (ИКТ) в начальное государственное образование, которая начинается с распространения в средних школах.
За четыре года Проект Сейбал предоставил 450 000 ноутбуков всем учащимся и учителям системы начального образования и бесплатный доступ в Интернет по всей стране. По состоянию на 2009 г., результаты включают повышение самооценки учащихся, повышение мотивации учащихся и учителей и активное участие родителей (94% одобряют Проект согласно общенациональному опросу, проведенному в 2009 г.).
Успех Plan Ceibal обусловлен не только технологическими инновациями, но и такими достижениями, как создание плана обучения учителей начальной школы, активное вовлечение общества и учителей в проект, а также успешная разработка и реализация модель мониторинга и оценки для измерения воздействия на национальном уровне, которая служит руководством для определения будущих действий в Плане.
Проект Ceibal появился в результате цифрового разрыва, существовавшего в Уругвае между людьми, не имевшими доступа к технологиям, и теми, у кого они были. Это произошло во время правления Табаре Васкеса. Васкес был главным сторонником этого новаторского проекта, поскольку он был вдохновлён проектом Николаса Негропонте «Один ноутбук на ребенка». Он поднял три основные ценности: распространять технологии, продвигать знания и обеспечивать социальную справедливость.
Проект был назван «Ceibal», как эндемичное уругвайское дерево и цветок под названием «ceibo», известный на английском языке как коралловое дерево Cockspur. Ceibal также означает «Conectividad Educativa de Informática Básica para el Aprendizaje en Línea» («Образовательная связь / базовые вычисления для онлайн-обучения на английском языке»). Компьютеры OLPC XO-1, используемые в проекте, получили прозвище «ceibalitas».

## Цели
Ceibal Project пытается способствовать охвату цифровыми технологиями и сократить цифровой разрыв, существующий как между уругвайцами, так и между Уругваем и остальным миром. Однако эта цель может быть достигнута только в том случае, если она будет дополнена образовательным планом для учителей, учащихся и их семей. Образовательный план Ceibal Project пытается создать технологические ресурсы, подготовку учителей, создание подходящего контента и социальное и семейное участие. Ceibal Project имеет стратегические принципы: равенство знаний, равные возможности для детей и молодежи и предоставление инструментов для изучения не только знаний, данных школой, но и знаний, которые ребенок может усвоить самостоятельно. Первоначально ожидаемые результаты прямо определяли право на подключение к Интернету как в школе, так и дома (см. «1.2.3. ОЖИДАЕМЫЕ РЕЗУЛЬТАТЫ»).

### Общие постулаты
- Повысить качество образования за счет новой технологической системы.
- Предоставление компьютеров каждому учащемуся и преподавателю государственного образования, создание равных возможностей для всех.
- Развивать культуру, основанную на сотрудничестве детей, ребенка и учителя, учителей друг с другом, семьи и школы.
- Способствовать чувству критики технологий в педагогическом сообществе.
- Обеспечить подключение к Интернету дома и в школе для всех учащихся.
- Продвигать ноутбуки как полезный инструмент в школах.
- Предложить учителям подходящее технологическое и педагогическое образование новых технологий.
- Производить образовательные ресурсы с использованием новых технологических инструментов.
- Вдохновить новаторский ум учителей.
- Обеспечить хорошее развитие проекта с помощью системы поддержки и технической помощи.
- Привлечь родителей к реализации проекта не только в школах, но и в домах ученых.
- Содействовать пропорции актуальной информации всех людей, участвующих в проекте, с целью его улучшения.

### Фазы проекта
- Обеспечить хорошее развитие проекта с помощью системы поддержки и технической помощи.
- Привлечь родителей к реализации проекта не только в школах, но и в домах ученых.
- Содействовать пропорции актуальной информации всех людей, участвующих в проекте, с целью его улучшения.

## Этапы

### 2007 год
В апреле президентский указ 144/007 знаменует собой начало предоставления ноутбука каждому ученику начальной школы и его учителю в каждой государственной школе, а также обучение его использованию и продвижение образовательных предложений. В мае начинается пилотный этап в Вилья-Кардаль (Департаменто-де-Флорида), в котором участвуют 150 студентов и их преподавателей. Вилла Кардаль - это город с населением 1290 человек, в котором есть только одна школа, в которой учится 150 учеников. Для этого пилотного этапа компания OLPC предоставила ноутбуки. В октябре в ходе открытого тендера было разыграно 100 000 ноутбуков OLPC и 200 серверов. К концу 2007 года все дети и учителя Флориды получили свои ноутбуки.

### 2008 год
«Ноутбуки XO — инструмент для соответствующей технологии», который проходил в Колония-дель-Сакраменто (Департамент Колония) 5, 6 и 7 июня 2008 г. в поддержку проекта Ceibal.
До конца года будет доставлено более 175 000 ноутбуков по всей стране, за исключением частей Канелонеса, Монтевидео и его столичного региона. В сентябре Ceibal Project и Teleton (Уругвай) подписали соглашение, по которому Ceibal обязалась адаптировать свои ноутбуки. к потребностям детей с двигательными нарушениями. В декабре создан образовательный портал Plan Ceibal.

### 2009 год
В апреле начинается работа с небольшими компаниями во внутренних районах страны для предоставления децентрализованной технической поддержки в рамках проекта Rayuela с Межамериканским банком развития и DINAPYME. В июне запускаются онлайн-курсы, предназначенные для студентов педагогических учебных заведений. при поддержке Национальной администрации государственного образования (ANEP) В том же месяце разработана первая национальная система мониторинга и оценки для работы в рамках проекта Ceibal  В августе ноутбуки доставлены в частные школы В том же месяце ноутбуки для визуально переданные доставлены В октябре план полностью охвачен, включая Канелонес, Монтевидео и его столичный регион, все дети и учителя в стране имеют свои собственные ноутбуки, с охватом более 350 000 детей и 16 000 учителей.

### 2010 год
В мае частные компании спонсируют классы Ceibal в своих компаниях в рамках своих проектов социальной ответственности. В ноябре стартует пилотный проект в области робототехники. В октябре проект Ceibal начинает свою вторую фазу, поставляя ноутбуки учащимся средних школ и учащимся техникумов.

### 2011 год
В марте проект Ceibal начинает новую амбициозную фазу внедрения ноутбуков в детские сады. В августе телешоу "¡Sabelo!" (Знай это!) начинается. Это викторина, созданная Ceibal Project для учащихся средних школ.

### 2012 год
Церемония празднования пятой годовщины проекта Ceibal проходит на вилле Cardal, где всё началось. ВИДЕО Документальный фильм 5 años del Plan Ceibal.

### 2013 год
- 2 октября президент Хосе Мухика доставил 1 000 000 компьютеров на выступление в Escuela N° 177 из Нуэво-Пари в Монтевидео[6].

## Награды
В знак признания достижений Ceibal Project он получил различные национальные и международные награды:
- Бронзовая медаль за национальное качество и приверженность государственному управлению благодаря работе Ceibal Project в области подключения и поддержки подключения, Национальный институт качества INACAL, Уругвай, октябрь 2012 [7], Уругвай, октябрь 2012 г.[8]
- Премия Фриды в категории «Доступ», присуждённая LANIC, IDRC и ISCO, Буэнос-Айрес, Аргентина, октябрь 2011 г. [9]
- Первая премия в области потенциала развития, присужденная ПРООН и Программой развития Организации Объединенных Наций в целях развития на «Ярмарке знаний», Марракеш, Марокко, март 2010 г.[10]
- Премия за государственное управление, присуждаемая RED GEALC[11] — Сетью лидеров электронного правительства Латинской Америки и Карибского бассейна «ExcelGob08», Монтевидео, Уругвай, март 2009 г.[12]
- Специальное упоминание за приверженность Сейбала Целям тысячелетия, присужденное RED GEALC — Сетью лидеров электронного правительства Латинской Америки и Карибского бассейна «ExcelGob08», Монтевидео, Уругвай, март 2009 г.
- Золотая премия Морозоли уругвайской культуре, присужденная Фондом Лолиты Рубиал. Минас, Уругвай, декабрь 2013 г.[13]

## Английский проект
Проект Ceibal en Inglés был задуман с целью решить проблему нехватки специализированных учителей английского языка в начальных школах государственной системы образования Уругвая, с целью универсализации права каждого уругвайского ребенка на изучение второго языка через средства, обеспечивающие как качество, так и устойчивость.

### Дизайн
Проект позволяет учащимся начальных классов в возрасте от четвертого до шестого классов иметь три 45-минутных интервала в неделю для изучения английского языка: один преподается удаленным учителем, образцом языка и отвечает за введение и объяснение лингвистического содержания, соответствующего каждой неделе, посредством своего удаленного присутствия. через оборудование видеоконференцсвязи; и два сорокапятиминутных интервала с классным руководителем, который, следуя планам уроков, присылаемым ей каждую неделю, может просматривать, сопровождать и направлять своих учеников в изучении английского языка. Планы уроков связаны с цифровыми и нецифровыми материалами, которые содержат песни, игры, видео и т. д., так что содержание, уже представленное и объясненное удаленным учителем, может быть пересмотрено, проверено и повторно использовано под руководством классного руководителя. . Согласованность между дистанционными уроками и очными уроками обеспечивается получасовой виртуальной координацией между двумя учителями, участвующими в процессе обучения, в ходе которых обсуждаются проблемы, стили обучения и преподавания.
Каждый классный руководитель решает, хочет ли она участвовать в этом проекте, ей не нужно знать английский язык, но она получает онлайн-курс английского языка, чтобы быть на шаг впереди своих учеников и оказывать им необходимую поддержку.

### Пилотный этап и расширение
Этот проект был опробован в двадцати школах страны в период с июня по ноябрь 2012 г.; пять на юге (три в Мальдонадо и два в Пандо, Канелонес ) и пятнадцать на севере между Сальто и Пайсанду, всего 37 групп. Группа на юге стартовала 23 июня, а группа на севере - 23 августа.
Результаты пилотного этапа весьма обнадеживают, поэтому Ceibal en Inglés расширила проект до тысячи групп в 2013 году. Компания Plan Ceibal в рамках открытого международного тендера выбрала Британский совет, британскую организацию, имеющую значительный опыт преподавания английского языка как иностранного на международном уровне, в качестве партнера для этого проекта.
В четверг, 9 января 2014 г., на сайте BBC Mundo была опубликована статья под названием «Тысячи детей в Уругвае изучают английский язык с дистанционными учителями». В отчете освещается работа, проделанная Plan Ceibal, и поясняется, что «это первый случай в мире, когда технология телеприсутствия используется для обучения английскому языку в больших классах учащихся начальной школы в государственной системе». Британский совет, организация, предоставляющая учебные материалы.

## Модели вычислительных устройств
С момента запуска проекта и по сей день (2020 г.) компьютеры, входящие в эту программу, постоянно совершенствуются и изменяются (модели, описанные в этом списке, не содержат много официальных названий из-за отсутствия документации).

### Ceibalita при запуске
Эта версия, также называемая «Marcianita», была очень ограниченной, с очень медленным процессором и общим объемом оперативной памяти 300 МБ, объем памяти составлял около 1-2 ГБ, в основном он был белого цвета с зелеными деталями.

#### Аппаратное обеспечение
Эта модель была белого цвета с логотипом на крышке, состоящим из круга поверх буквы X, инкрустированного на крышке и случайного цвета.
У него была зеленая мембранная клавиатура, которая была очень похожа на клавиатуру любого другого ноутбука, за исключением того, что все клавиши с F1 по F12 были заменены символами, указывающими на их новые функции, а также с некоторыми другими незначительными изменениями.
У него был простой коврик для мыши с двумя кнопками, одна с X и одна с O в качестве символов, в отличие от большинства современных ковриков для мыши, он не принимал более одного ввода одновременно и не мог выполнять жесты, такие как касание и удержание или смахивание двумя пальцами.
У него было 2 набора по 4 кнопки на каждой стороне экрана, причем левая представляла собой цельную крестовину, а другая сторона имела 4 кнопки с символами X, O, символом галочки и треугольником. сделаны для игр, но они были довольно громоздкими из-за ширины и веса экрана.
Он имел 2 динамика, как по бокам экрана, так и над каждым набором кнопок, микрофон располагался прямо под экраном, разъем для наушников располагался на правом краю корпуса, со стороны экрана.
В верхней левой и правой части экрана было 2 зелёные антенны, которые, когда их вынимали, идеально подходили к остальной части корпуса, эти антенны скрывали пару USB-портов. Компьютер нельзя было «закрыть», не спрятав предварительно антенны.

### Программное обеспечение
Ноутбук работал под управлением ОС с открытым исходным кодом на основе Linux, которая была довольно ограниченной, программы назывались действиями, позволяя запускать только одну из них одновременно.
В компьютере было 4 раздела, доступ к которым осуществлялся с помощью клавиш F1, F2, F3 и F4. Эти клавиши имели разные логотипы, чтобы соответствовать всем, представленным черным кругом и зелеными фигурами. F1 (вид сообщества) имел 6 зеленых точек возле границы, F2 (групповой вид) имел 3 зеленых точки возле центра, F3 ?, у F4 был простой зеленый прямоугольник.
Сначала у него был вид сообщества, который отображал другие ноутбуки того же типа в локальной сети, представленные тем же логотипом на крышке компьютера, этот экран позволял формировать группы и выполнять другие совместные действия, особенно приглашая других к деятельности, которая позволяла более одного пользователя, как текстовый редактор.
Затем у него был групповой вид, он показывал другие компьютеры в той же группе, это не так уж отличалось от представления сообщества, за исключением уменьшения количества компьютеров на экране.
В представлении «панель инструментов» (неизвестное настоящее имя) все установленные действия были готовы к запуску.
Представление активности показывало текущую запущенную активность, это не работало, если активность еще не была запущена.
Кнопки с F5 по F8 были просто черными точками увеличивающегося размера, с F9 по F12 были кнопки для регулировки громкости и яркости экрана.

### Более поздние модели
Со временем были созданы более улучшенные версии ceibalita, в том числе их аппаратное обеспечение, которое было серьезно обновлено, чтобы соответствовать новым функциям.

#### Аппаратное обеспечение
Клавиатура была заменена на зелёную пластиковую, а мышь была улучшена, чтобы принимать большинство жестов; в конечном итоге, отказались от специальных клавиш F1 – F12; было улучшено разрешение экрана, их процессор, память и оперативная память также были значительно обновлены. Более поздние модели изменились на синий мотив вместо старого зелёного.

#### Программное обеспечение
Sugar был обновлен, чтобы одновременно открывать больше действий между другими функциями, компьютер также поставлялся с установленным Android и, в конечном итоге, с Linux, который можно было переключать путем перезапуска, переход на сахар не требовал перезагрузки, но занимал значительное количество времени. . Со временем сахар в последних моделях был полностью исключен.

### Планшеты
Эти планшеты, обычно предназначенные для дошкольников, поставлялись с Android и специальной образовательной ОС с родительскими ограничениями, для разблокировки которых требовалось выполнить простую математическую операцию.

### Обычные ноутбуки
В конце концов, исходная модель «Marcianita» была снята с производства, и вместо неё были распространены обычные модели ноутбуков, у которых был значительно более хрупкий корпус, но их аппаратное обеспечение было значительно обновлено по сравнению с предыдущими моделями: объем памяти был увеличен до 60 ГБ и получил двухъядерные процессоры с тактовой частотой 2,4 ГГц, эти компьютеры отказались от Android в пользу Windows 10, но сохранили Linux.

## Смотрите также
- Один ноутбук на ребенка # Уругвай

## References
1. ↑  Ceibal project#cite note-1
2. ↑  Pliegos de la licitación Архивировано {{{2}}}.
3. ↑  Plan Ceibal. Дата обращения: 3 октября 2023. Архивировано из оригинала 10 апреля 2013 года.
4. ↑  First national monitoring and evaluation system, 2009 Архивировано {{{2}}}.
5. ↑  Ceibal для австрийского общественного телевидения. Дата обращения: 3 октября 2023. Архивировано 2 июля 2016 года.
6. ↑  El Observador. Se entregó la ceibalita un millón. Дата обращения: 2 октября 2013. Архивировано из оригинала 10 июня 2015 года.
7. ↑  г. INACAL. Дата обращения: 3 октября 2023. Архивировано 13 августа 2023 года.
8. ↑  Montevideo.com.uy 01.11.12. Дата обращения: 3 октября 2023. Архивировано 30 октября 2013 года.
9. ↑  Montevideo.com 02.09.2011 El Plan Ceibal ganó el "Premio Frida" 2011. Дата обращения: 3 октября 2023. Архивировано 4 июня 2012 года.
10. ↑  180.COM 16.03.10 Plan Ceibal: primer premio en Feria del Conocimiento de ONU. Дата обращения: 3 октября 2023. Архивировано 7 июня 2020 года.
11. ↑  RED GEALC. Дата обращения: 3 октября 2023. Архивировано 28 января 2023 года.
12. ↑  Presidencia 06.03.09 PREMIOS "EXCEL GOB08" Архивировано {{{2}}}.
13. ↑  [El Pais-Uruguay (3 December 2013) Morosoli for Plan Ceibal and Miguel Brechner Архивная копия от 3 марта 2016 на Wayback Machine.]
14. ↑  Montevideo.com LANZAMIENTO DE CEIBAL EN INGLÉS. Дата обращения: 3 октября 2023. Архивировано 30 октября 2013 года.
15. ↑  Presidencia 16.08.2012 Архивировано {{{2}}}.